# Horror Express
 Horror Express  è un film del 1972 diretto da Eugenio Martín con lo pseudonimo Gene Martin. È un film horror fantascientifico spagnolo in lingua inglese.

## Trama
Nel 1906 a bordo di un treno che percorre il tragitto da Pechino a Mosca, un  alieno rinchiuso in un antico fossile di uomo riprende vita e compie numerosi delitti, a contrastare i suoi piani, due antropologi che non vanno d'accordo.

## Produzione
Primo film di Cushing dopo la scomparsa della moglie, appena arrivato in Spagna per le riprese espresse alcune perplessità e fu sul punto di abbandonare la parte; fu Christopher Lee a convincerlo a restare.
Questo è il secondo film tratto dal romanzo Who Goes There? di John W. Campbell Jr.: il primo fu La cosa da un altro mondo (1951).
Il film venne girato nel dicembre 1971 in Spagna; le scene di montagne innevate vennero realizzate presso il Navacerrada Port (Madrid); le scene interne furono girate presso gli Estudios Madrid 70 a Dazango (Madrid).
Gli interni del treno e il modello di treno utilizzato per le riprese esterne erano gli stessi set usati per I tre del mazzo selvaggio (1972), realizzati dallo stesso produttore e regista, da poco terminato e che comprendeva tra gli interpreti anche Telly Savalas.
La maggior parte del film è stata girata senza registrazione audio; le colonne sonore e il dialogo sono stati tutti aggiunti in post-produzione.
La versione spagnola attribuisce la sceneggiatura al regista, Eugenio Martín, e ad Arnaud d'Usseau, mentre invece la versione inglese menziona Arnaud d'Usseau e Julian Zimet.
Le frequenti messe in onda in televisione negli anni '70 e '80 hanno contribuito a far sì che il film diventasse un cult molto seguito tra gli appassionati di horror.

## Distribuzione
In Spagna il film venne presentato con il titolo "Pánico en el Transiberiano" al Sitges - Catalonian International Film Festival il 30 settembre 1972, quindi distribuito ad ottobre dello stesso anno.
Negli Stati Uniti, dove ora è entrato nel pubblico dominio, ebbe la sua prima a New York il 30 novembre 1973, quindi distribuito nelle sale dalla Scotia International nel dicembre 1973.